# 贾恩卡洛·贝尔切利诺
贾恩卡洛·贝尔切利诺（義大利語：Giancarlo Bercellino，1941年10月9日—），意大利男子足球运动员，场上位置是后卫。他曾代表意大利国家队参加1968年欧洲足球锦标赛，结果获得冠军。